# Любиковицька сільська рада
Любико́вицька сільська́ ра́да — колишній орган місцевого самоврядування в Сарненському районі Рівненської області. Адміністративний центр — село Любиковичі.

## Загальні відомості
- Любиковицька сільська рада утворена в 1946 році.
- Територія ради: 77,908 км²
- Населення ради: 2 172 особи (станом на 2001 рік)
- Територією ради протікає річка Случ.

## Населені пункти
Сільській раді підпорядковані населені пункти:
- с. Любиковичі
- с. Білятичі
- с. Мар'янівка

## Склад ради
Рада складалася з 16 депутатів та голови.
- Голова ради: Мацкевич Григорій Васильович
- Секретар ради: Саванчук Оксана Миколаївна

### Керівний склад попередніх скликань
| Прізвище, ім'я, по батькові  | Основні відомості                                                 | Дата обрання | Дата звільнення |
| ---------------------------- | ----------------------------------------------------------------- | ------------ | --------------- |
| Мацкевич Григорій Васильович | Сільський голова, 1958 року народження, освіта вища, безпартійний | 26.03.2006   | 31.10.2010      |
| Мацкевич Григорій Васильович | Сільський голова, 1958 року народження, освіта вища, безпартійний | 31.10.2010   |                 |

Примітка: таблиця складена за даними сайту Верховної Ради України